# 윤영선 (1896년)
윤영선(尹永善, 1896년 12월 25일 ~ 1988년 2월 6일)은 일제강점기의 기업인이자 대한민국의 정치인이다. 일제강점기 미국 유학 후 귀국하여 농업과 양잠업을 하였고 해방 후 제3대 농림부장관과 무임소 장관을 지냈다. 1925년부터 1945년까지는 동아일보사 개성지국장을 맡기도 했다. 일제강점기의 친일지식인인 윤치호와 중국인 마애방의 아들이다. 대한민국의 제4대 대통령 윤보선, 경기도지사 윤원선 등과는 재종간이며, 조선일보 사주를 역임한 방상훈의 처조부가 된다. 본관은 해평으로 호는 오당(梧堂), 초명은 용성(龍成), 자는 용성(龍成)이다.
일제강점기부터 한국 전쟁 직전까지 경기도 개성과 개풍군 등지에 대규모의 낙농, 목축업을 경영하였으며, 송고실업, 장연전기 등의 기업 설립에 참여하고, 송도학원 재단 이사로도 활동하였다. 한국 전쟁 무렵에는 농림부장관과 무임소장관을 지내고, 휴전 이후에는 교육사업과 4H클럽 활동, 로터리 클럽 활동 등 사회활동에 전념하였으며 송도학원의 재단 이사장을 지내기도 했다. 1950년 한국 전쟁이 터지자 아버지 윤치호의 일기인 윤치호일기 보존을 위해 일부 내용을 미국에 있는 동생들에게 택배로 우송하였다. 이로써 윤치호 일기 중 일부는 한국전쟁의 화를 모면하고 보존될 수 있었다.

## 일대기

### 초기 활동

#### 생애 초반

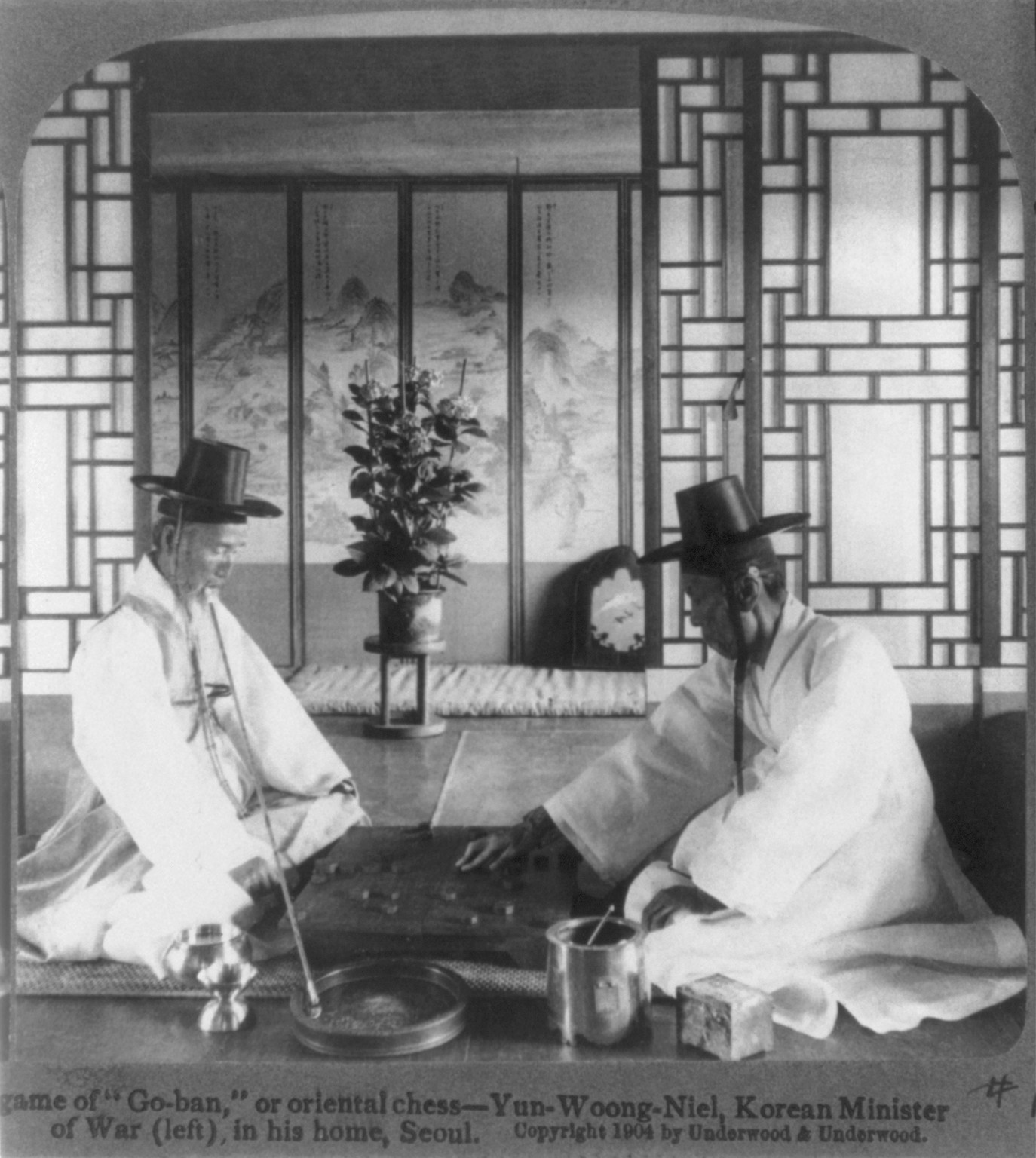
조부 윤웅렬(왼편 담배 피우는 이)

오당 윤영선은 1896년 12월 25일 조선 경성부 종로방 전동(현재의 종로구 견지동 68번지)에서 태어난 그는 조선과 대한제국의 계몽사상가, 민권 운동가 윤치호와 중국 여인 마애방의 아들이었다. 어려서부터 그는 기독교 신자였다. 어머니 마애방은 중국 여인으로 아버지 윤치호가 갑신정변의 실패로 청나라 상하이로 망명했을 때 만나 결혼했다. 위로 누나 윤봉희가 있었고, 바로 아래로 일찍 요절한 동생 봉선과 광선이 있었다. 동생 윤광선은 아버지 윤치호의 비서일을 보았고, 해방 후에는 미군정청 통역관으로 근무했으나 1950년 한국 전쟁 당시 납북되었다. 그리고 바로 태어난 친여동생 윤용희는 미국 유학후 일제강점기 당시 잠시 국내에 입국했으나, 환경에 적응하지 못하고 다시 미국으로 건너가 거주하였다.
그의 집안은 18세기 중엽까지 명문 양반가문이었다가 그 뒤 향반(鄕班)으로 몰락하였으나 증조 할아버지 윤취동이 지중추부사가 되고 조부 윤웅렬, 종조부 윤영렬이 무관으로 출세하여 중앙으로 진출하면서 다시 가세를 일으켰다. 그가 태어날 무렵 할아버지 윤웅렬과 윤치호는 개화파 정치인으로 한참 활약중이었다.

#### 소년기
어려서 그는 한학을 배우다가 아버지 윤치호가 설립한 한영서원(송도고등학교의 전신)에 입학하여 영어와 낙농, 목축 과정을 수학했다. 1905년 어머니 마애방이 출산 중 산통으로 병원에 입원했다가 사망했다. 아버지 윤치호는 2년 뒤 할머니 전주 이씨의 중매로 남포 백씨 백매려와 재혼했다. 그 사이에 이복 형제, 여동생 6명과 남동생 3명이 태어났다. 이 중 윤기선은 피아니스트였고, 윤장선은 샌프란시스코 총영사관의 부영사와 총영사를 지냈다.
소년기에 그는 민비의 친족인 민유식(閔裕植)의 딸 민연희(閔蓮禧 또는 閔連嬉)와 결혼한다. 민연희에게서는 아들 영구(英求), 승구(勝求), 용구(容求)가 태어난다. 영구는 교통부, 승구는 대통령 윤보선의 비서, 용구는 서울특별시청의 공무원을 역임한다.

### 일제 강점기 활동

#### 청년기, 유학 생활

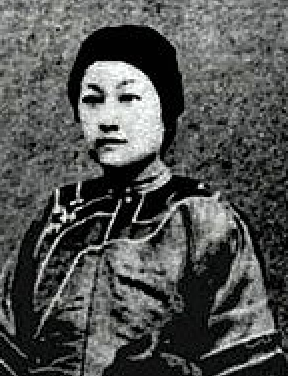
어머니 마애방

아버지 윤치호는 국력의 양성을 위해서는 실력을 갖추는 것이 필요하다 생각하고 낙농업, 목축, 양잠업, 경리회계 등의 교육을 한영서원에 도입했다. 그는 아버지 윤치호의 뜻에 따라 한영서원(송도중, 고등학교의 전신)에 입학하였으며, 농과를 지원하여 농업과 낙농, 목축을 배웠다. 한영서원을 졸업한 뒤에는 1년간의 영어 과정을 추가로 수료하며 농장과 목장을 경영하다가 미국으로 유학을 떠나게 된다.

아버지 윤치호

1914년 한영서원을 졸업하고 미국으로 건너가 마운트 헤르몬 중학교에 입학했다. 1917년 마운트 헤르몬 중학교를 졸업하고 밴더빌트 대학 농업과에 입학했다. 그 해 10월 21일 다시 오하이오 주립 농업전문대학(the Ohio State College of Agriculture, 현 오하이오 주립 콜럼버스 오하이오 대학교의 전신) 농축산과에 입학했다. 아버지 윤치호는 그의 학교 동급생 루츠(Lutz) 등을 만나보기도 했다. 오하이오 주립 농대 재학 중, 1922년부터는 오하이오 주립 농업전문대학교의 농림연구소의 연구보조원으로 입사, 근무했다.
미국 체류 중 아버지 윤치호는 그에게 3백 달러의 용돈을 연간 보냈다. 1921년 7월 14일 목요일 일기에 미국 달러 3백 달러를 알렌(윤영선)에게 송금한다 했고, 1922년 4월 10일 월요일 일기에서 윤치호는 아들 알렌에게 미국 금화 1천 달러를 송금했다고 기록하였다. 300달러는 1922년 용돈이고, 700달러는 미국에서 한국으로 오는 경비라 한다.
1922년에 6월 오하이오 주립 콜럼버스 오하이오 대학교 축산과를 졸업하였다. 미국 체류 중 그는 유일한 등과 연락하였다. 유일한이 있던 미시간주와 그가 있던 오하이오는 붙어 있었으므로 한국 유학생 모임에서나 대한인국민회일로 종종 만나 교류할 수 있었다. 1922년 7월 일본 요코하마에 체류하였고, 7월 26일 귀국했다. 귀국 이후 목장을 경영하였고, 경성 YMCA 청년회에 참여하여 YMCA 청년회 이사와 총무, 고려의약품주식회사 부사장 등을 역임하였다.
1922년 6월 귀국 직후 개성 고려청년회에 가입하여 활동하기 시작하였다.

#### 농장, 목장 경영

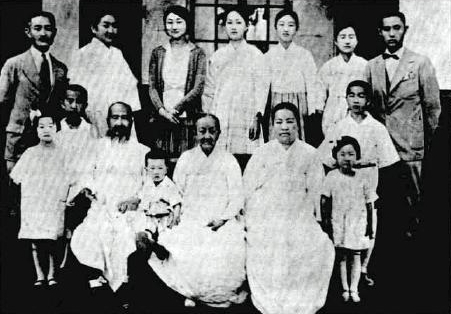
윤치호 가족 사진(1930년), 뒷줄 맨 왼쪽이 윤영선, 앞줄 왼쪽에 앉은 이는 아버지 윤치호, 가운데는 할머니 이정무 여사, 오른쪽은 계모 백매려

1922년 8월 2일 비행기편으로 귀국하였다. 윤영선은 개성에서 자기 전공을 살려 목축업을 하고, 얼음 보관회사를 경영하기도 했다. 그러나 유일한의 창업도 도와주었고 회사의 진로에 대해 조언해주기도 했다. 1923년부터 그는 송도고등학교 부설 송고 농장(松高農場)과 송고 목장(松高牧場)을 경영한다. 그는 한영서원 재단 이사의 한사람이 되어 재단의 업무를 맡는 한편, 한영서원 부설 농장과 목장의 관리인을 겸하였다. 아산과 개성에 있는 목장과 농원을 경영하면서도 송도고보에서 운영하는 송도고보 농장과 목장의 운영, 관리감독을 겸임하였다.
1923년 1월 개성의 일본 경찰서에 목장사업을 인가해달라는 신청서를 냈다. 그러나 일본 경찰은 이 핑계, 저 핑계를 대며 인가를 내주지 않았다. 그의 아버지 윤치호는 그들은 일본인 목장을 보호해 주고 싶었던 것 이라 봤다. 그해 9월에는 개성에서 개최된 조선부업품공진회(朝鮮副業品共進會)에 밀납(蜜蠟, 벌꿀을 추출해서 만든 기름)을 출품하여 3등을 수상하기도 했다. 1924년 경상남도 양산군의 원동공립보통학교의 훈도가 되어 교편을 잡았다.
1924년 11월 29일 새벽 2시경, 종로방 견지동 68번지 윤영선의 집에 강도가 들어와 양복 외투와 현금 50원을 비롯한 3백원어치의 금품을 절도당했다.
1925년 9월 송도고등학교 실업장의 주임대리직을 임시로 맡기도 했다. 4월 17일 개성군 송도면 북본정 18번지에 동아일보사 개성지국이 개설되자 윤영선은 동아일보 개성지국장에 임명되었다. 이후 그는 1945년 9월 군정이 주둔할 때까지 동아일보 개성지국의 일도 맡아보았다. 1926년 세계 기독교 대회에 참석차 한국인 기독교 신자 대표로 미국에 다녀왔다. 1927년 다시 양산군 원동공립보통학교의 훈도가 되었다가 1929년까지 재직하고 그만두었다. 1927년 6월 18일에는 과일 종자, 묘목 및 인삼 종자 묘목을 판매하는 주식회사 송도식산(松都殖産)의 설립에 참여하여 이사가 되었다.

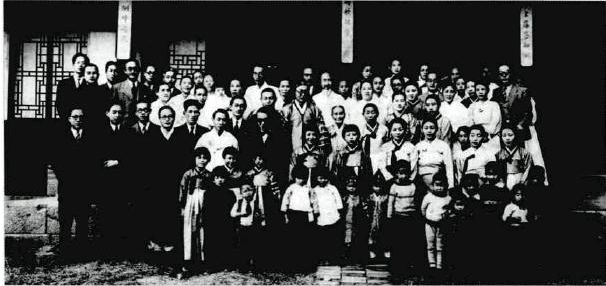
숙모 이범숙의 회갑연(1936년), 다섯째 줄 왼쪽에서 세 번째가 윤영선, 넷째 줄 가운데, 색동옷을 입은 윤치소의 뒤측 오른편, 한진숙의 바로 뒷쪽열은 아버지 윤치호, 둘째 줄 왼쪽에서 일곱번째는 6촌 동생 윤보선, 셋째 줄 가운데는 당숙 윤치소, 그 옆은 종조모 한진숙, 넷째 줄 왼쪽에서 세 번째는 당숙모 이범숙, 다섯째 줄 오른쪽 끝은 당숙 윤치영

윤영선은 아버지 윤치호의 영향을 안 받을 수 없어 일본의 만주 정책에 대해서도 아버지 윤치호의 견해를 잘 따르는 편이었다. 1928년 송도고등보통학교 재단이사의 한사람으로 취임했고, 1929년 7월 28일에는 개성의 지역유지 김정호(金正浩)와 함께 개성체육회(開城體育會)를 조직하고 그해 9월 23일 송도고등학교 씨름장에서 전조선씨름대회를 개최하였다. 1929년 2월 18일 공성학, 김정호 등과 면직물 제조 판매와 양말 제조 판매를 하는 주식회사 송고실업장(松高實業場)의 창립에 참여하고 주주 겸 이사로 참여했다. 10월 30일에는 장연군 장연면 읍내리에서 송선주(宋善洙)와 함께 전등 및 전기선 제조 회사 장연전기 주식회사를 설립하고 공동대표로 출자하였다.

#### 기업경영, 주주, 사회 활동
1929년 3월 개성군 송도면의 송도식산(松都殖産) 이사가 되었다. 이후 기업 경영과 주주로 활동했다. 1929년 면직물과 메리야스를 제조 판매하던 회사인 송고실업장(松高實業場)의 주식 340주를 매입하고, 그해 송고실업장의 재단이사의 한 사람으로 취임했다. 그해 9월 12일 송고실업장이 송도고등학교 부속기관에서 독립하고 주식회사 송고실업장(松高實業場)으로 설립될 때 공성학 등과 함께 취체역의 한 사람으로 취임하였다. 이어 감사역에는 백낙준, 최선익 등을 선정하고 대표직은 김정호에게 양보하여 그를 사장으로 추대했다.
1931년 3월부터는 황해도 장연의 전등, 전력공급 업체 장연전기(주)(長淵電氣(株))의 공동대표이사로 1933년 3월 31일까지 재직했다. 그해 3월 송고실업장 이사가 되었다.
1931년 이순신의 사당과 위토가 매각위기에 처하자 윤치호는 이충무공 유적지 보존 사업을 추진하였다. 윤영선은 여기에 10전을, 윤일선은 20전을 각각 기부하였다. 1932년 5월 25일 평안남도 성천군 사가면 장림리에 설립된 자동차 운수업과 운송업을 겸하는 평원운송(平元運送) 주식회사의 감사로 선임되었다. 32년 9월 23일 평양부 신창리의 기생권번조합인 기성권번조합(箕城券番)의 공동대표로 참여했다.
1932년 송도중학교 재단이사에 취임하고, 1933년 송도소학교(松都小學敎)의 교장에 취임했다. 그해 6월 미국 남감리교 선교부로부터 자금 지원이 줄어들어 운영난에 처한 개성 제2송도보통학교의 재정문제를 구제하였다. 바로 김정호, 마종유와 함께 송도고보 재정유지 실행위원의 한 사람이 되어 공성학과 함께 각각 1백원의 기금을 기부하였다. 1934년 4월에는 개성에서 개최된 전조선육상경기대회 계시부원과 기록부원을 겸하였다. 5월 11일 송도학원 재단설립 실행위원의 한 사람이 되었다.
1934년 4월 1일 송도보통학교 교장이 되어, 1950년 6월 25일 6.25로 폐교되기까지 재직하였다.
1935년 4월 1일 송도식산의 주식 100주를 매입하여 송도식산의 이사이자 대주주의 1인이 되었다. 1935년 5월 8일 천안군 성환면 백석리의 오지를 방문했다가 교통편이 불편한 것을 보고, 교량 가설 비용 3백원을 기부하였다. 그해 7월 개성의 언론사인 고려시보(高麗時報)가 독자적 재단으로 출범 고려시보사(高麗時報社) 주식회사가 설립되자 고려시보사 이사 겸 고문으로 위촉되었다. 이어 격주간으로 발행되던 고려시보의 발행을 일간 발행지로 변경하게끔 자금을 지원하였다.

#### 중일전쟁, 태평양 전쟁 전후
이후 송고실업장과 송도식산의 회사 업무에 관여하였다. 1937년 12월 오른쪽 다리에 종기를 앓게 되었다. 1938년에는 동생 윤광선이 광공업, 어업 투자에 실패하고 28만 엔의 빚을 지자, 아버지 윤치호와 함께 동생 광선의 채무를 대신 갚아주었다.
1939년 유일한 등이 설립한 유한양행의 주주의 한 사람으로 참여하였다. 1940년 조선 총독부에 의해 창씨개명령이 떨어지자 그의 문중은 성을 '이토'(伊東)로 개명하였다. 그도 문중을 따라 이토 나가젠(伊東永善)으로 창씨개명하였다. 그러나 별도의 정치적 활동에는 참여하지 않고 농장과 목장, 양잠업에 종사하였다. 1940년 7월 주식회사 경인기업(京仁企業)의 상무이사에 취임했다. 그 밖에 목장과 농장을 경영하기도 했다.
태평양 전쟁의 추이를 관망하던 중 윤치영으로부터 일본이 반드시 패망하리라는 소식을 접하였으나, 아버지 윤치호로부터 일본이 패망할 수 있지만 일본이 승리할 수도 있다는 말을 듣고 사태를 관망하였다. 1941년 윤치영 등으로부터 이승만이 출연한 미국 방송 '미국의 소리' 단파 방송을 입수하여 시청하였다.
1941년 11월 7일 토목건축업 및 토지매매, 임대업을 하는 경인기업(京仁企業)의 감사가 되어 1942년 8월 31일까지 재직했다.

### 광복 이후

#### 광복 직후
1945년 개성에서 주식회사 고려제약(高麗製藥)에 입사, 1945년 8월 광복 직후 고려약품주식회사(高麗藥品株式會社) 전무 취체역(專務取締役)이 되었다. 광복 이후 아버지 윤치호가 친일파로 지목되었다. 그러나 윤치호는 곧 사망했고, 대한민국 정부 수립 이후 그는 불이익이나 제한을 당하지 않았다. 그러나 해방 정국에서 그는 정치적인 발언이나 행동은 자제하였다.
1946년 3월 29일 고려제약위생회사 부사장에 취임했다. 9월 22일 서울 남대문에서 군정청 상무부장 오정수(吳禎洙), 서울시 군정관 제임스 윌슨(James E. Wilson) 등의 주도로 열린 남대문 자유시장 개장식에, 사회자로 참석하였다. 그는 송도소학교의 업무와 고려제약 경영, 개성 송도면과 아산 둔포면을 오가며 목장과 돼지 농장을 경영하였다. 그밖에 고려청년회와 고려청년회 주최 개성씨름대회에 전념하였다.
1948년부터 개성 지역의 지역 유지들의 공의로 개성시내에 약학대학을 유치하려 하자, 윤영선은 공성학 등과 약학대학 유치 운동을 추진했다. 그해 10월 그는 개성 송도면에 있던 시가 3백만원 상당 자신의 토지 5만평을 기부하여 솔선을 보였다. 그러나 곧 6.25 전쟁의 발생으로 개성시내 약대 유치 운동은 실패하고 만다. 1949년 10월 26일 대한적십자사 대의원 6명 중 한명으로 위촉되었다.

#### 정부 수립 이후

##### 농림부 장관 재직

윤영선

경향신문 기자와 인터뷰중인 부인 민연희

1950년 1월초에는 이승만으로부터 농림부 장관에 천거되었다. 1월 22일 전임 장관 이종현의 사퇴 이후 궐위중인 대한민국 제3대 농림부 장관에 취임하였다. 그가 농림부 장관에 취임할 당시 농지개혁법이 국회를 통과하였기 때문에 지주로부터 농지를 수매하고 그 토지를 경자유전(耕者有田)의 원칙에 따라 농민 소작인에게 분배하는 일을 담당하였다. 식량증산을 위하여 유휴지개발을 위한 실태조사를 하였고, 이와 더불어 유축농업 발전에도 역점을 두었다.
또한 농림부 장관 재직 당시 정부 비축 양곡의 수를 늘려, 곡가 조절과 식량 수급의 원활을 기하고 전시와 흉년기의 빈민들을 구제하고, 농수산물 가격을 안정시켰다. 또한 농수산물 증산과 품종 개량 정책 및 미국 잉여농수산물의 국내 유치를 추진하였다. 1950년 6월 6일에는 정부미 쌀 방출 수익금 70억환을 비료차액으로 농민에 반환하였다. 1950년 3월 24일 농지개혁을 목적으로 구성된 농지개혁위원회 위원장에 위촉되었다.

##### 한국 전쟁 전후
6.25 전쟁이 터지자 전황이 불리하다는 소식을 듣고 가솔들을 이끌고 바로 남하하였다. 1950년 한국 전쟁이 터지자 아버지 윤치호의 일기인 윤치호일기 보존을 위해 일부 내용을 미국에 있는 동생들에게 택배로 우송하였다. 이로써 윤치호 일기 중 일부는 한국전쟁의 화를 모면하고 보존될 수 있었다. 6.25 전쟁 중 동생 윤광선(尹光善)의 납북 소식을 접하였다.
농림부장관 재직 당시 농수산물 증산의 성공과 외국의 잉여 농수산물의 유치를 통해 빈민과 아사자, 걸인 등을 구제한 공로로 국민훈장 모란장(國民勳章牧丹章)을 받았다. 농림부장관을 그만둔 뒤 그는 전시내각의 국무위원 무임소장관에 임명되어 바로 전시 내각에 참여하였다. 1952년 휴전 이후 장관직을 사직하고 4H클럽활동에 전념하였는데, 4H클럽 중앙위원을 거쳐 중앙위원회 회장·고문으로 일하였다. 퇴임 직후 고려제약(高麗製藥) 사장에 취임하였으며, 퇴임 후에는 주로 사회봉사활동에 전념하였다.
1952년부터 30년간 송도학원 이사장을 지냈고, 1954년에는 고려보험(현 쌍용화재해상보험) 사장을 역임하였다. 1954년 4H구락부 중앙위위원회 회장이 되었다.

#### 양조금지법과 엿제조 금지법
1952년 ~ 1982년 학교법인 송도학원(松都學園) 이사장이 됐다. 그는 각계의 협조와 도움으로 6.25 전쟁으로 폐교된 송도중, 송도고등학교를 인천에서 다시 부활시키고 재단 이사장을 역임하였다.
1952년부터 쌀 생산량의 부족으로 이승만 정권에서 주조금지법 제정과 엿제조 금지법을 건의하였다. 그는 이를 두고 "막걸리는 농민의 양식이니까 말썽이 많을 테지만 쌀을 깎을대로 깎아가지고 만드는 정종 술과 함께 양조금지를 하고 또 구호물자로 들어오는 설탕을 골고루 지방에도 배분하여 당분을 취하자고 만드는 엿제조금지법을 아울러 제정하면 낭비되고 있는 쌀을 절약할 수 있을 것이다."
그는 장차관을 바꾼다고 해서 쌀값이나 물가가 안정된다고 보는 것은 잘못임을 지적했다. 한편으로 그는 "술을 만들지 못하게 해봤자 그것이 제대로 되지 않을 것 같다고의심하면서 우선 정부에서 쌀을 팔되 시민들에게 골고루 간편하게 분배되도록 각 동회(동사무소)를 통해서 파는데 생길 수 있는 폐단이 지금 방식의 폐단"보다 적으리라고 주장하였다.
그해 3월 국제산업 주식회사의 사장이 되었다. 1953년 2월 7일에는 범법자 계도 목적과 법무부 자문기관 목적을 겸하던 사법보호위원회가 재조직되면서, 서울지검 2층에서 박흥식 등과 함께 사법보호위원회 위원으로 추가 위촉되었다. 한편 아버지 윤치호의 후원으로 유학을 다녀온 한경직 목사 등이 그에게 윤치호에게서 빌렸던 돈 백원을 이자를 쳐서 백만원을 그에게 전달하자 그는 아버지가 쓰신 돈이니 내가 받을 이유가 없다며 한사코 사양하였다.

### 생애 후반

#### 사회 사업

윤영선

윤영선

1956년부터는 흥사단에서 주최하는 금요강좌의 연사로 초빙되었다. 그해 4월 20일에는 대성빌딩에서 "미국의 농촌청소년 지도"라는 제목으로 강연을 하였다. 1957년 농업은행(농협의 전신) 중앙회의 운영위원에 선임되어 농촌 영농자금 공급의 불합리성을 시정하였다. 1957년 4월 농업은행 설립위원회 운영위원에 임명되었다.
1957년 9월 서대문구 노고산동의 보도를 횡단하다가 육군 헌병대 지프차에 치이는 교통사고를 당했다.
1957년 ~ 1958년까지 서울로터리클럽 회장에 취임하여 한국 로터리 재건에 적극적으로 참여하여 활동, 공로를 남겼다. 그 뒤 서울 YMCA 청년회 총무를 거쳐 1958년 ~ 1959년까지 YMCA 청년회 총무를 역임하였다. 그 뒤 YMCA 총무에 재선되었다가 1960년 사퇴했다. YMCA 기독교 청년회 총무가 되어서는 건물부지 마련을 위해 기탁금을 기부하여 종로 3가의 건물을 짓도록 도와주었다.
1958년 3월 25일에는 농촌은행설립위원회 운영위원, 4월 1일에는 농업은행(農業銀行中央會, 농업협동조합 중앙회의 전신) 민간부문 운영위원에 위촉되어 농촌 영농자금 지불 조건을 완화시키고, 영농자금 공급의 각종 불합리성을 시정케 하였다. 1959년 10월에는 YMCA 재단 회장이 되었다.
1960년 이후 보이스카우트활동도 참여하여 한국 청소년의 지도육성에 헌신하였으며, 4월 19일 4.19 혁명 때는 학생들에 대한 정부의 관대한 처분을 호소하기도 했다. 1960년대 이후 4H클럽중앙위원회 회장, 대한적십자사 비서실장을 역임하였으며, 학교법인 송도학원(松都學園) 이사장으로 재직하였다.

#### 은퇴와 최후
1968년 1월 연세대학교 박물관에 아버지 윤치호 및 할아버지 윤웅렬의 유품과 관복, 교지 등을 기부하였다. 1975년 5월 2일 서울의 뉴서울호텔에서 곽상훈, 박종화, 모윤숙, 안호상, 이병도, 이갑성 등과 함께 "구국선언문"을 낭독하고 구국동지회(救國同志會)의 창립 발기에 참여하였다.
1970년대에는 서서히 아버지 윤치호의 일기 및 유품을 사회에 기증하였으며, 1980년에는 김형찬과 함께 그동안 소장하고 있던 윤치호의 편지 서신을 학계에 기증하였다. 이는 국사편찬위원회에서 부분 번역, 해독하여 한글로 번역, 간행되었다.
1982년 송도학원이 경영난에 처하자 개성 출신 기업가 이회림(李會林)에게 재단을 넘기고 은퇴하였다. 그해 12월 4일에는 국민교육헌장 선포 10주년 기념 교육유공자 표창 때 국민훈장 모란장을 수여받았다. 이후 계묘구락부와 YMCA의 원로 모임에 출석하여 활동하였다. 1988년 2월 6일 서울특별시 종로구 견지동 46번지 자택에서 노환으로 사망했다. 사망 당시 나이는 향년 92세였다.

### 사후
2월 6일 서울 종교교회에서 발인하였다. 2월 10일 오전 9시에 영결식을 하고 장지는 충청남도 아산군 둔포면 석곡 선산에 안장되었다.

## 상훈 경력
- 1982년 10월 4일 국민훈장 모란장

## 가족 관계

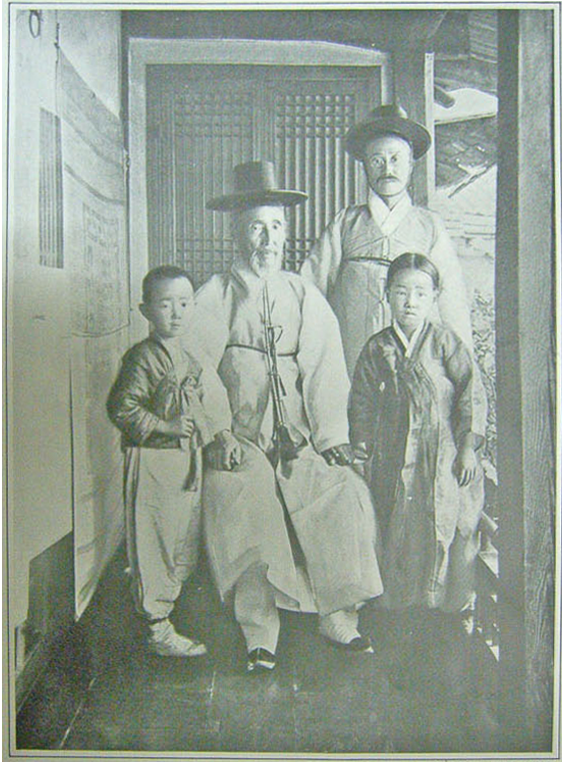
가족 사진, 좌로부터 윤영선, 윤웅렬, 윤치호, 윤봉희 순

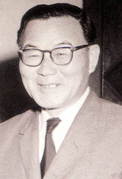
6촌 동생 윤보선
(대한민국의 제4대 대통령을 지냈다.

아들 윤영구는 행정이사관에 이르렀고, 메트로 항공사 사장과 회장을 역임하였으며, 아들 윤승구는 연희전문학교를 졸업했으며, 당숙인 윤보선 대통령의 비서관을 지내다가 윤보선 퇴임 후 개인사업을 하기도 했다.
- 할아버지 : 윤웅렬(尹雄烈, 1840년 음력 4월 17일 - 1911년 양력 9월 22일)
- 할머니 : 전주이씨(全州李氏, 이정무, 1844년 9월 27일 - 1936년 2월 12일)
  - 고모 : 윤경희(尹慶姬, 1862년 - 1931년)
- 서조모 : 김정순(金貞淳, 1879년 3월 15일 - 1959년 11월 16일)
  - 이복 삼촌 : 윤치왕(尹致旺, 1895년 2월 17일 ~ 1982년 12월 21일)
  - 이복 삼촌 : 윤치창(尹致昌, 1899년 3월 5일 - 1973년 10월 1일)
- 아버지: 윤치호(尹致昊, 1865년 1월 16일 - 1945년 12월 9일)
- 어머니 : 진주 강씨(晉州 姜氏, 1868년 - 1886년) - 아버지 윤치호의 본처
- 어머니: 마애방(馬愛芳, 1871년 2월 19일 - 1906년 2월 14일) 생모, 중국인
  - 누나 : 윤봉희(尹鳳姬, 로나(Launa), 1894년 12월 31일 - ?)
  - 매형 : 김긍선(金兢善, ? - ?, 소학교 훈도 역임)
  - 동생 : 윤봉성(尹鳳成, 1897년 - 요절)
  - 동생 : 윤광선(尹光善, 샌들러(Candller[21]), 1898년 11월 17일 - 1950년(?)) 6·25 전쟁 중 납북, 남궁억의 사위.
  - 제수: 남궁자경[22], 한국의 독립운동가 남궁억의 딸(1896년 - ?)
    - 조카 딸 : 윤정희
    - 조카 사위 : 채동규, 서울대학교 약대 학장, 대한 약학회 회장 역임
    - 조카 딸: 윤성희(1929년 - 2013 )
    - 조카 사위: 원석연(元錫淵, 1922년 - 2003년 11월 5일, 화가)

  - 여동생 : 윤용희(尹龍姬, 헬렌(Helen), 1903년 - ?)
  - 매제: 백OO
    - 외조카 : 백연숙

- 계모 : 백매려(白梅麗, 1890년 8월 1일 - 1943년 4월 30일)
  - 이복 동생: 윤장선(尹璋善, 다른 이름은 워싱턴[21], 1920년 - 2005년 3월 25일) 전(前) 미국 샌프란스시코 총영사관
  - 이복 제수: 기세선([22], 1922년 - 2007년 9월 28일[23])
  - 조카 : 윤원구(尹元求,[24])
  - 조카딸: 윤인경, 윤장선의 셋째 딸
  - 조카딸: 윤효진(尹孝珍, 1958년 - ), 대한민국 국가대표 피겨스케이트 선수

- - 이복 여동생: 윤문희(尹文姬, 별칭은 마리(Mary), 1907년 9월 18일 - ?, 정광현(鄭光鉉, 서울대학교 법대 교수)과 결혼.)
  - 이복 매제: 정광현(鄭光鉉, 법의학자, 호는 설송(雪松), 1902년 - 1980년 12월 7일)
  - 이복 여동생: 윤무희(尹武姬, 1912년 5월 4일 - 1914년 3월 10일)
  - 이복 여동생: 윤은희(尹恩姬, 1917년 11월 11일 - ?)
  - 이복 매제: 정봉섭(鄭奉燮, 1912년 - ?, 의학박사, 산부인과 의사)
  - 이복 여동생: 윤명희(尹明姬, 1918년 2월 8일 - 2013년 10월 30일) 미국 버지니아주에서 사망 (장지: Fairfax Memorial Park, Section 6, Garden of Serenity)
  - 이복 매제: 조인호(趙麟鎬, ? - ?)
    - 외조카: 조원효
    - 외조카: 조영숙(1940년 - )
    - 외조카: 조명숙

  - 이복 동생: 윤기선(尹琦善, 1921년 10월 22일 ~ 2013년 7월 27일)
  - 이복 제수 : 이순복
    - 조카딸 : 윤경숙[25]
    - 조카사위 : 노춘규(미국 거주, 의사)
    - 조카딸 : 윤영숙(첼리스트[25])

- - 이복 여동생: 윤보희(尹寶姬, 1923년 10월 19일 - , 이화여자대학교 음대 교수)
  - 이복 매제: 현영학(玄永學, 1921년 - 2004년 1월 14일 오전 9시[26][27][28], 기독교 민중신학자이며 이화여자대학교 문리대학장)
  - 이복 여동생: 윤영희(尹瑛姬, 1926년 3월 5일 - , 미국 거주)
  - 이복 여동생: 휘스넌트(Whisnant, 미국인)
  - 이복 동생: 윤정선(尹挺善, 요셉[21] 1928년 - 2008년 3월 4일) 미국에서 사망
  - 이복 제수: 김영주[22], 이승만 대통령의 주치의 김승현(金承鉉)의 둘째 딸[29]
  - 이복 여동생: 윤정희

- 아내: 민연희(閔蓮禧 또는 閔連嬉, 1895년 3월 27일 - 1950년 7월 20일, 민비의 친족인 민유식(閔裕植)의 딸)
  - 첫째 아들: 윤영구(尹英求, 1923년 9월 17일 - 1991년 3월 8일)
  - 맏며느리 : 한경복(韓慶福)
    - 첫째 손녀 : 윤순명(尹旬明)
    - 맏손녀 사위 : 방상훈(方相勳, 1948. 2. 6~ 조선일보 사장 역임)
    - 손녀 : 윤재명(尹在明)
    - 손녀사위 : 신희철(申熙澈 1947.05.16, 서울대학교 의과대학 재직)
    - 손녀 : 윤서명(尹瑞明, 미국거주)
    - 손녀 : 윤영(尹瑛)
    - 손녀 사위 : 송기섭(宋棋燮)

  - 둘째 아들: 윤승구(尹勝求, 1924년 - )
  - 둘째 며느리 : 김정옥(金貞玉[30], 독립운동가 겸 교육자 김명신의 딸)
    - 손녀: 윤정화

  - 셋째 아들: 윤용구(尹容求, 공무원, 서울특별시청 총무과에 근무하였음)
  - 셋째 며느리: 이름 미상
- 후처 : 김명주(金明珠, 1906년 5월 20일 ~ 1981년7월 25일) - 묘는 석곡리 선영 근처, 강릉 김명신(金明信)의 딸

- 장인 : 민유식(閔裕植[31], ? - ?, 명성황후의 친족)
- 사돈 : 방응모(方應謨, 1883년 9월 29일 ~ 1950년 8월?)

## 기타
비슷한 시기에 그와 비슷한 동명이인 윤영선이 있었다. 그는 윤영선과 한자 이름자도 동명이인이며, 일제강점기에는 완도군, 광주부, 광산군의 공무원으로, 해방 훙[는 전라남도 해남군 출신으로 전라남도 광주시(광주의 광역시 승격 이전)의 공무원과 광주시장, 흥국해운(興國海運) 사장, 제2대 국회의원 해남군 지역구로 활동하였다.

## 같이 보기
| - 대한민국 제1공화국 - 방상훈 - 방일영 - 윤치호 - 윤치왕 - 윤보선 - 윤치영 - 조선일보 - 조봉암 - 윤원선 - 윤기선 - 윤연선 - 공진항 - 방응모 - 현영학 | - 고려제약 - 제2공화국 - 공성학 - 김성수 - 남궁억 - 서상일 - 유억겸 - 유만겸 - 유길준 - 김규식 - 장면 - 송진우 - 안창호 - 윤치영 - 원석연 | - 조선일보 - 창씨개명 - 윤영구 - 이승만 - 김구 - 박정희 - 방응모 - 방일영 - 방우영 - 현시학 |

## 참고 자료
- 《신동아》2001년 8월 1일 (통권503호) 조용헌 집필, 〈서울 도심의 숨은 명당 ‘안국동 8번지’〉
- 네이버 카페(한국 사회 혼맥)
- 한국역대인물종합정보시스템
- 《대한민국인물연감》(청운출판사, 1967)
- 《재계회고(財界回顧)》7(한국일보사, 1984)

| 전임 이종현 | 제3대 농림부 장관 1950년 1월 21일 ~ 1950년 11월 22일 | 후임 공진항 |

| 전임 이윤영 | 제2대 무임소 장관 (이윤영과 공동) 1950년 11월 22일 ~ 1952년 4월 10일 | 후임 이윤영 허정 |